# Šípkov
Šípkov (Hongaars: Báncsipkés) is een Slowaakse gemeente in de regio Trenčín, en maakt deel uit van het district Bánovce nad Bebravou.
Šípkov telt 152 inwoners.